# بيلي هاريس (لاعب هوكي الجليد)
بيلي هاريس هو لاعب هوكي الجليد كندي، ولد في 29 يوليو 1935 في تورونتو في كندا، وتوفي بنفس المكان في 20 سبتمبر 2001.

## وصلات خارجية
- بيلي هاريس على موقع دوري الهوكي الوطني (الإنجليزية)
- بيلي هاريس على موقع قاعة مشاهير الهوكي (لاعب أن.إتش.أل) (الإنجليزية)
- بيلي هاريس على موقع EliteProspects.com (الإنجليزية)
- بيلي هاريس على موقع HockeyDB.com (الإنجليزية)
- بيلي هاريس على موقع Hockey-Reference.com (الإنجليزية)